# Supercoupe de la CAF 2006
Navigation
Édition précédente Édition suivante
La Supercoupe de la CAF 2006 est la 15e édition organisée par la Confédération africaine de football. Cette édition qui se déroule le 24 février 2006 au Caire et voit la victoire du club égyptien de Al Ahly SC face aux Marocains des FAR de Rabat.

## Participant
Les deux participants qui s'affrontent pour le gain de ce titre sont les deux vainqueurs des deux premières compétitions africaines, à savoir la Ligue des champions de la CAF et la Coupe d'Afrique des vainqueurs de coupe. Il s'agit donc de la sixième édition de la Supercoupe d'Afrique où les vainqueurs de ces deux compétitions s'affrontent.

### Le vainqueur de la Ligue des Champions
Le vainqueur de la Ligue des champions est le Al Ahly SC, il s'agit de son quatrième titre dans cette compétition. Cette édition de la Supercoupe de la CAF 2011 sera sa troisième participation dont une victoire en 2002.

### Le vainqueur de la Coupe de la Confédération
Le vainqueur de la Coupe de la confédération est le club des FAR de Rabat, il s'agit de son premier titre dans cette compétition. Cette édition de la Supercoupe de la CAF sera sa première participation. il s'agit également du troisième club marocain à y participer.

## Résultat

### Match
Le match opposant les deux vainqueurs des deux coupes africaines a toujours lieu sur le terrain de celui qui a remporté la Ligue des champions. Le vainqueur étant égyptien, la rencontre a donc lieu en Égypte, plus précisément au Caire.
| Entraîneur : |
| Jose Manuel  |

| Entraîneur :   |
| M'hamed Fakhir |

| Entraîneur : |
| Jose Manuel  |

| Entraîneur :   |
| M'hamed Fakhir |

### Vainqueur
Le club égyptien Al Ahly SC s'impose finalement au terme de tirs au but face au club marocain des FAR de Rabat. Les Égyptiens d'Al Ahly SC, vainqueurs pour la deuxième fois du match des champions, rejoignent ainsi au palmarès de la Supercoupe Orange les Nigérians d’Enyimba (2003, 2004) et les égyptiens de Zamalek vainqueur à trois reprises (1993, 1996, 2002). C’est la cinquième fois que le vainqueur de la Supercoupe de la CAF est désigné à l’issue des tirs au but après 1992, 1996, 1997 et 2005.
| Supercoupe de la CAF Vainqueur 2006 |
| ----------------------------------- |
| Al Ahly SC Second titre             |